# Symplocos trianae
Symplocos trianae är en tvåhjärtbladig växtart som beskrevs av August Brand. Symplocos trianae ingår i släktet Symplocos och familjen Symplocaceae. Inga underarter finns listade i Catalogue of Life.